# Valentijn (type reddingboot KNRM)

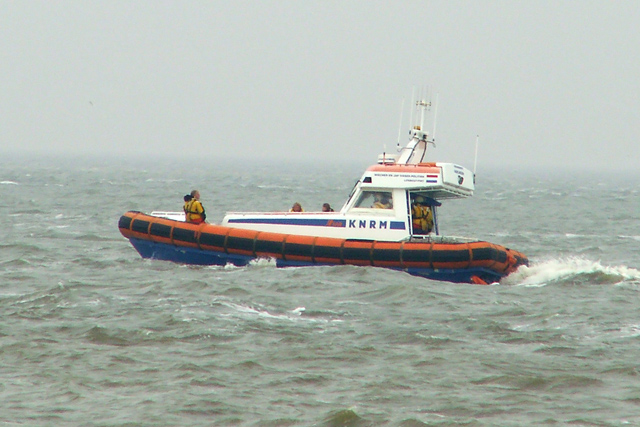
De Wiecher en Jap Visser- Politiek voor de havenmond van Harlingen

De Valentijn is een reddingboot van de Koninklijke Nederlandse Redding Maatschappij (KNRM), gebaseerd op de RIB-technologie.
De boten worden gebruikt als (strand)reddingboot langs de Noordzeekust, Waddenzee en het IJsselmeer.
Oorspronkelijk was het idee om de boten van de Johannes Frederik klasse als strandreddingboot te gaan gebruiken. Deze bleken echter te groot en te zwaar. Daarom werd in 1990 de Valentijn gebouwd en gestationeerd te Noordwijk aan Zee. De Valentijn werd, net zoals nu met alle strandreddingboten gedaan wordt, met een speciale bootwagen gelanceerd vanaf het strand. Twee jaar na oplevering van de Valentijn werden er nog twee boten van dit type opgeleverd. Aangezien de KNRM tevreden was met dit type schip, werden er in de 8 jaar daarna nog 8 van deze boten gebouwd, met lichte verbeteringen die uit de ervaring met de bestaande boten werd gehaald. Bovendien waren dit niet alleen strandreddingboten, de Valentijns bleken ook prima boten voor het IJsselmeer en de Waddenzee.
De boten van het Valentijn-type zijn voorzien van 2 x 430 pk sterke Volvo Penta motoren. Deze motoren, in combinatie met waterjet-voortstuwing geven de boot een snelheid van 34 knopen. De Valentijns zijn semi-zelfrichtend, wat wil zeggen dat de bemanning een luchtzak moet activeren om de boot weer met de kiel naar beneden te krijgen.
Na enkele jaren ervaring opgedaan te hebben met de Valentijns is er onder de noemer Valentijn 2000 een verbeterd ontwerp gemaakt. Naast een groter achterdek, de boten zijn 0,4 meter langer geworden, hebben de boten elektronisch geregelde motoren gekregen en een groter type waterjet en keerkoppeling waardoor het rendement en acceleratie verhoogd werd.
De Valentijn-klasse is continu onderhevig aan vernieuwing en ontwikkeling. Tijdens elke 5-6 jaarlijkse groot onderhoudsbeurt wordt de techniek en elektronica aan boord geëvalueerd en zo nodig aangepast naar de huidige stand der techniek zodat bemanning tot het uiterste kan functioneren tijdens acties.

## Specificaties
| Specificatie       | Valentijn  | Valentijn 2000 |
| ------------------ | ---------- | -------------- |
| Lengte             | 10,6 meter | 11 meter       |
| Breedte            | 4,1 meter  | 4,1 meter      |
| Diepgang           | 0,75 meter | 0,7 meter      |
| Vermogen           | 2 * 430 PK | 2 * 450 PK     |
| Snelheid           | 34 knopen  | 34 knopen      |
| Gereddencapaciteit | 50         | 50             |
| Bemanning          | 4          | 4              |

- Navigatie- en communicatieapparatuur:
  - een radar / elektronische kaartplotter / GPS
  - een elektronische kaartplotter / GPS
  - een marifoon radiopeiler
  - twee marifoons met DSC
  - een mobilofoon voor reddingsbrigade
  - een C2000
  - een AIS klasse-A
  - een handmarifoon (portofoon)
  - twee bestuurbare dubbele schijnwerpers

- Elke Valentijn is uitgerust met:
  - een sleeptros
  - een of meerdere thermobrancards tegen onderkoeling.
  - schepbrancard
  - mobiele lens/brandbluspomp
  - diverse zuig- en persslangen
  - twee zuigkorven
  - diverse handbrandblussers
  - staaldraad knipschaar
  - een stopzak of drijfanker klein
  - een stopzak of drijfanker groot
  - een set conische houten pluggen

## Boten in de serie

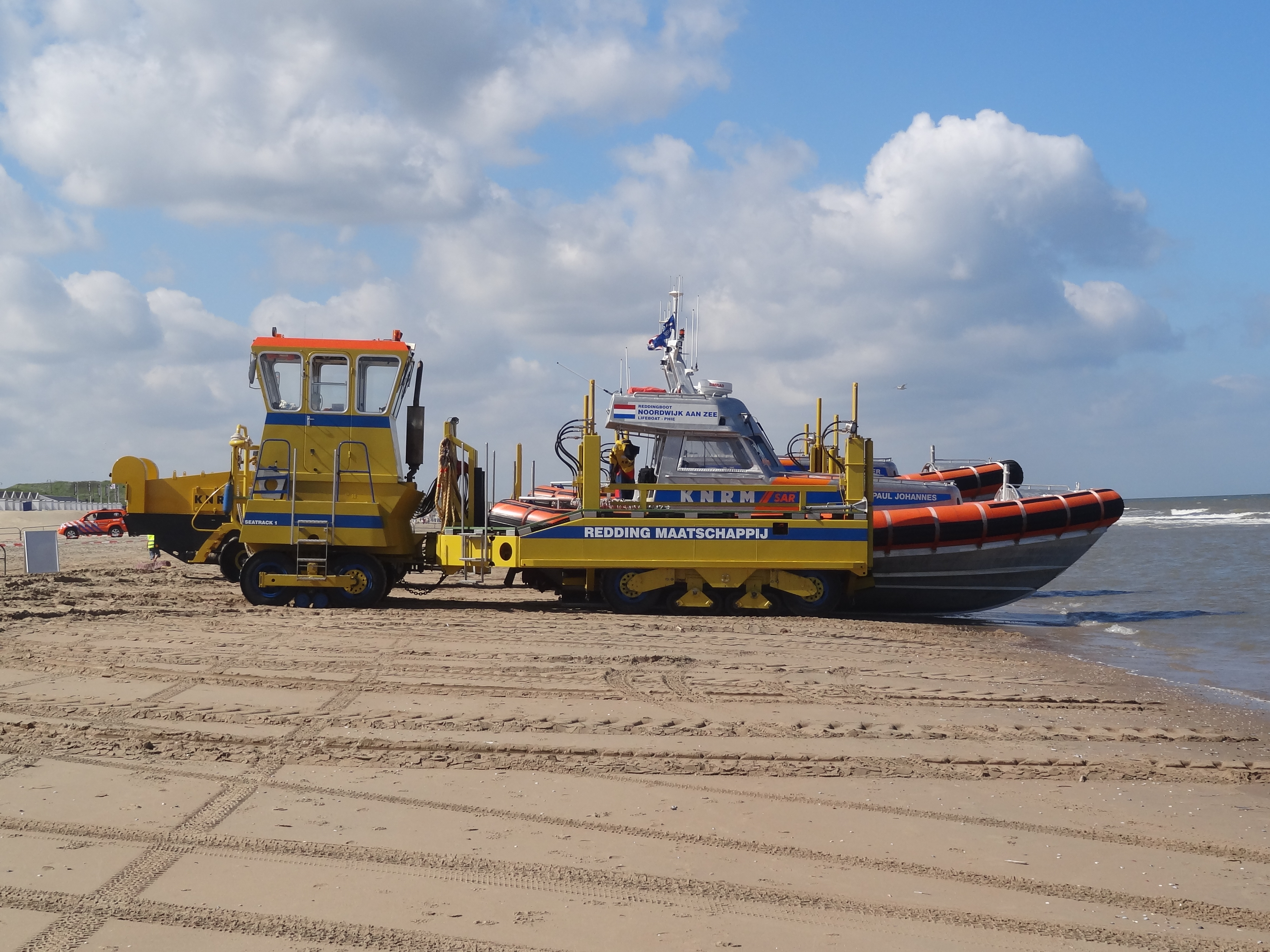
De Paul Johannes met daarachter de Redder op het strand van Katwijk

| Naam                            | Thuishaven          | Jaar indienststelling |
| ------------------------------- | ------------------- | --------------------- |
| Beursplein 5                    | De Cocksdorp        | 1992                  |
| Adriaan Hendrik                 | Egmond aan Zee      | 1992                  |
| Annie Jacoba Visser             | Lauwersoog          | 1993                  |
| Donateur                        | Wijk aan Zee        | 1993                  |
| Anna Dorothea                   | Lemmer              | 1994                  |
| Annie Poulisse                  | Zandvoort           | 1995                  |
| Alida                           | Hindeloopen         | 1995                  |
| Wiecher en Jap Visser- Politiek | Harlingen           | 1996                  |
| Watersport-KNWV                 | Enkhuizen           | 1997                  |
| Frans Verkade                   | Marken              | 1997                  |
| De Redder                       | Reserve             | 2001                  |
| Winfried Lucy Verkade-Clark     | Cadzand             | 2002                  |
| Frans Hogewind                  | Terschelling-Paal 8 | 2003                  |
| Uly                             | Westkapelle         | 2003                  |
| George Dijkstra                 | Ter Heijde          | 2005                  |
| Paul Johannes                   | Noordwijk aan Zee   | 2007                  |
| Edith Grondel                   | Katwijk aan Zee     | 2016                  |
| Valentijn                       | Uit dienst 2016     | 1990                  |

Antje · Arie Visser · Atlantic · Avon · Float · Harder · Johannes Frederik · Nikolaas · Valentijn